# Maurice Herzog
Maurice Herzog (* 15. Januar 1919 in Lyon; † 13. Dezember 2012 in Neuilly-sur-Seine) war ein französischer Bergsteiger und Politiker.

## Leben und Wirken
Maurice Herzog war 1950 der Leiter der legendären französischen Annapurna-Expedition, an der Louis Lachenal, Lionel Terray, Gaston Rébuffat, Marcel Ichac, Jean Couzy, Marcel Schatz und der Arzt Jacques Oudot teilnahmen. Zusammen mit Lachenal stand Herzog am 3. Juni 1950 auf dem Gipfel der Annapurna. Die beiden waren die ersten Menschen, die einen Achttausender bestiegen. Herzog und Lachenal zogen sich in der Todeszone schwerste Erfrierungen zu und entkamen nur knapp dem Tod am Berg.
Herzogs Buch Annapurna, das die Geschichte der Besteigung erzählt, erreichte eine Millionenauflage.
1962 und 1967 bis 1978 war Herzog Abgeordneter in Paris und bekleidete 1958 bis 1965 das Ministeramt für Jugend und Sport im Kabinett von Charles de Gaulle. Unter ihm nahm die Förderung des Breiten- wie des Leistungssports durch die französische Regierung erheblich zu. Zusätzlich erfüllte er auch zahlreiche Repräsentationspflichten und verband so die Popularität seiner Person mit dem neu geschaffenen Amt. So startete er beispielsweise 1959 und 1965 das 24-Stunden-Rennen von Le Mans.
Von 1968 bis 1977 war Herzog Bürgermeister von Chamonix. Von 1970 bis 1995 war er Mitglied des IOC und seitdem bis zu seinem Tod Ehrenmitglied. Er lebte zuletzt in Neuilly-sur-Seine.
Herzogs heroische Darstellung der Expedition aus dem Jahre 1951 wurde schon 1956 durch die Publikation des Tagebuchs von Lachenal, Les Carnets du vertige, das Herzogs Bruder Gérard nach dem Tod von Lachenal aufbereitet hatte, ergänzt. Diese Tagebuchversion zeigte nun aber markante Unterschiede zu den Manuskripten Lachenals, die 1996 dessen Sohn fand und die vom Guérin Verlag zu einer neuen Ausgabe des Tagebuchs genutzt wurden. Es kam in der Folge zu einem Rechtsstreit und Urteil, das in der immer wieder hinterfragten Rollenverteilung der beiden Bergkameraden beim Kampf mit dem Berg de facto die Lesart von Louis Lachenal stärkte. Lachenal schrieb, er habe den höchst riskanten Aufstieg nur deswegen fortgesetzt, weil Herzog, der den Gipfel um jeden Preis erreichen wollte, sonst alleine weitergegangen wäre, was dessen sicheren Tod bedeutet hätte.
Um eine ausgewogene Darstellung der Expedition und der unterschiedlichen Charaktere der beiden Bergsteiger ist David Roberts in seinem Buch True Summit bemüht. Er rückt insbesondere auch die Verdienste von Gaston Rébuffat und Lionel Terray ins rechte Licht.
Maurice Herzog ist Absolvent der HEC Paris.

## Besondere Bezüge zu Deutschland
- Die Vorfahren von Maurice Herzog, auf die der Familienname zurückgeht, stammten aus Waldshut.
- Im Zweiten Weltkrieg war Maurice Herzog Mitglied der Résistance, die im Alpenraum operierte.
- Maurice Herzog war als Minister unter de Gaulle einer der Väter des Deutsch-Französischen Jugendwerks und erhielt in Anerkennung seiner Leistungen das Verdienstkreuz der Bundesrepublik Deutschland.

## Auszeichnungen
- Bundesverdienstkreuz mit Stern der Bundesrepublik Deutschland
- Orden für Verdienste um das Sportwesen
- 1978: Großes Goldenes Ehrenzeichen für Verdienste um die Republik Österreich[6]
- 1997: Olympischer Orden
- 14. April 2008: Großoffizier der Ehrenlegion (Grand-Officier de la Légion d’Honneur)
- 30. Dezember 2011: Großkreuz der Ehrenlegion (Grand-Croix de la Légion d’Honneur)

## Werke
- Maurice Herzog: Annapurna – Erster Achttausender. Ullstein, Wien 1955. Französische Originalausgabe 1951.